# Pseudecheneis ukhrulensis
Pseudecheneis ukhrulensis är en fiskart som beskrevs av Vishwanath och Darshan 2007. Pseudecheneis ukhrulensis ingår i släktet Pseudecheneis och familjen Sisoridae. IUCN kategoriserar arten globalt som sårbar. Inga underarter finns listade i Catalogue of Life.